# Tae-wangsasin-gi
Tae-wangsasin-gi (태왕사신기?; lett. "I quattro dei del grande re"; titolo internazionale The Legend, conosciuta anche come The Four Gods) è una serie televisiva sudcoreana trasmessa su MBC dall'11 settembre al 15 dicembre 2007. Liberamente basata sulla leggenda di Dangun, il leggendario fondatore del primo regno coreano, e sulla storia di re Gwanggaeto, diciannovesimo sovrano del Goguryeo, incorpora anche l'elemento mitico dei Si Ling, i quattro guardiani che nella fantasia servono il re di Jyushin.
Le riprese del drama si sono tenute da marzo 2006 al 2 dicembre 2007; Bae Yong-joon è stato pagato 250 milioni di won a episodio, il compenso più alto mai ricevuto da un attore coreano per un drama fino al 2013.

## Trama
In tempi antichi e ormai dimenticati, Hwan-woong, figlio del Cielo, scese sulla Terra portando con sé tre dei celesti (la Tigre Bianca, il Drago Azzurro e la Tartaruga Serpente) per unire i popoli in guerra sotto un'unica bandiera e fondare il regno di Jyusin. La tribù della Tigre, però, non intendeva sottomettersi e così Hwan-woong tolse al loro capo, la sacerdotessa Kajin, il potere del fuoco, lo sigillò in un manufatto, il Cuore della Fenice Rossa, e lo donò alla donna che amava, Sae-oh della tribù dell'Orso. Quando Kajin, che si era innamorata del dio, seppe che la coppia aspettava un figlio, attese il momento del parto per rapire il bambino e lo buttò da un dirupo, suicidandosi poco dopo. Anche se il piccolo fu salvato da Hwan-woong, Sae-oh impazzì dal dolore e la Fenice Rossa, trasformatasi nella Fenice Nera, iniziò a devastare il mondo, costringendo Hwan-woong a uccidere l'amata per fermarla. Dopo l'accaduto, il dio decise di tornare in cielo, ma lasciò sulla Terra, sigillati in altrettanti manufatti, i tre dei celesti e la Fenice Rossa, profetizzando che si sarebbero svegliati quando in cielo fosse apparsa la stella di Jyusin a indicare la nascita di colui che avrebbe fondato il regno di Jyusin. Dalla tribù dell'Orso nacque il villaggio di Geomul, che avrebbe aiutato il nuovo re a compiere la sua missione, mentre la tribù della Tigre si trasformò nel clan Hwacheon, intenzionato a impadronirsi delle reliquie e ottenere il potere del re di Jyusin.
Duemila anni dopo, nel quarto secolo d.C., la stella di Jyusin sorge in cielo e i simboli dei quattro guardiani si risvegliano. Hwacheon riesce a impossessarsi solo del Cuore della Fenice, trovato al collo di una bambina di cinque anni di nome Ki-ha, alla quale il capo di Hwacheon, vedendo in lei Kajin, cancella la memoria per farla diventare una fedele seguace del clan. Poco dopo, nella stessa casa dove è stata trovata Ki-ha, i discepoli di Geomul rinvengono la sorella minore: nonostante la neonata rechi il simbolo della Fenice, gli uomini del villaggio vorrebbero ucciderla per evitare che diventi la Fenice Nera, ma uno di loro, Hyeon-go, si offre di crescere la piccola, ribattezzata Sujini, e di fare tutto il necessario nel caso le cose volgano al peggio. Contemporaneamente, nella famiglia reale di Goguryeo nascono due bambini: Ho-gae, membro dell'importante famiglia Yeon e figlio della sorella minore del re, e Dam-deok, figlio del fratello del re. La data di nascita del secondo, però, viene tenuta nascosta e Dam-deok cresce fingendo di essere debole e stupido, mentre la madre di Ho-gae nutre l'ambizione di vedere suo figlio sul trono, certa che sia lui il re di Jyusin. Anche Hwacheon se ne convince e manda Ki-ha come apprendista sacerdotessa al tempio per tenere d'occhio Ho-gae, che s'innamora di lei; Ki-ha, però, gli preferisce Dam-deok, con il quale stringe una profonda amicizia. L'insofferenza di Ho-gae per il cugino s'inasprisce quando lady Yeon tenta di uccidere il padre di Dam-deok, asceso al trono dopo la morte del re, e, scoperta dal nipote, si suicida.
Anni dopo, diventato adulto, Ho-gae attua un colpo di stato, sostenuto segretamente da Hwacheon, per instaurare il regno di Jyusin. Durante l'attacco, il re si rifugia in una cripta con Ki-ha e si suicida; l'accaduto provoca una frattura tra lei e Dam-deok, che crede che l'amata lo abbia ucciso, mentre Ho-gae accusa il cugino dell'omicidio. Dam-deok viene, però, trovato innocente alla prova della Spada del Giudizio e, venuta alla luce la sua data di nascita, incoronato. Tuttavia, il suo titolo è provvisorio perché l'identità del re di Jyusin non è chiara, visto che il Cuore della Fenice ha riconosciuto Ho-gae come sovrano, mentre il simbolo della Tartaruga Serpente in mano a Hyeon-go ha indicato Dam-deok. Entrambe le parti iniziano quindi la ricerca dei due simboli mancanti nei regni vicini per scoprire chi sia veramente il re di Jyusin. Mentre Ho-gae riceve il sostegno della maggior parte dei nobili e di Hwa-cheon, Dam-deok può contare sull'aiuto di Sujini, Hyeon-go, del capo provincia Heukgae, del generale Go Woo-cheung e del mercenario Jumuchi, oltre a tutto il villaggio di Geomul.

## Personaggi

### Personaggi principali
- Dam-deok, interpretato da Bae Yong-joon e Yoo Seung-ho (da bambino).
Principe di Goguryeo, soffre per la morte della madre di Ho-gae perché le sue azioni ne hanno causato il suicidio.
- Sujini, interpretata da Lee Ji-ha e Shim Eun-kyung (da bambina).
Appartenente alla famiglia Hae di Baekje, quando vengono tutti uccisi da Hwacheon, Sujini viene adottata dal villaggio di Geomul e cresciuta da Hyeon-go. È una ragazza allegra e mascolina che ama bere vino.
- Ki-ha, interpretata da Moon So-ri, Park Eun-bin (da bambina) e Kim Eun-seo (a 5 anni).
La sorella maggiore di Sujini, all'età di cinque anni è stata presa da Hwacheon insieme al simbolo della Fenice Rossa e le è stata cancellata la memoria.
- Hyeon-go, interpretato da Oh Kwang-rok e Oh Seung-yoon (da giovane).
Il 72° capo del villaggio di Geomul e maestro di Sujini. È il custode del simbolo della Tartaruga.
- Capo del clan Hwacheon, interpretato da Choi Min-soo.
- Yeon Ho-gae, interpretato da Yoon Tae-young e Kim Ho-young (da bambino).
Cugino di Dam-deok, è un abile guerriero amato da molte donne.
- Yeon Garyo, interpretato da Park Sang-won.
Padre di Ho-gae e cancelliere reale.
- Cheoro, interpretato da Lee Phillip e Lee Hyun-woo (da bambino).
Signore della fortezza di Gwanmi, è succeduto al padre quando aveva dieci anni. Un maestro nell'arte della lancia, è il custode del simbolo del Dragone.
- Jumuchi, interpretato da Park Sung-woong.
Capo di un gruppo di mercenari, è il custode del simbolo della Tigre. S'innamora di Dalbi.
- Saryang, interpretato da Park Seong-min.
Il braccio destro del capo del clan Hwacheon.

### Personaggi secondari
- Go Woo-cheung, interpretato da Park Jung-hak.
Capo della guardia reale.
- Heukgae, interpretato da Jang Hang-sun.
Capo della provincia di Julno.
- Dalgu, interpretato da Kim Hyuk.
Figlio di Heukgae.
- Amico di Dalgu, interpretato da Kim Seok.
- Dalbi, interpretata da Shin Eun-jung.
Lavora per la famiglia Yeon, ma, quando suo marito viene ucciso, si schiera dalla parte di Dam-deok. S'innamora di Jumuchi.
- Bason, interpretata da Kim Mi-kyung.
Un abile fabbro.
- Soidooroo, interpretata da Min Ji-oh.
Figlio di Heukgae.
- Buldeul, interpretato da Baek Jae-jin.
Il fratello maggiore di Bason.
- Somma sacerdotessa, interpretato da Hong Kyung-yeon.
La somma sacerdotessa del tempio.
- Ahjik, interpretato da Jung Yoon-seok.
Il figlio di Dam-deok e Ki-ha.
- Gakdan, interpretata da Lee Da-hee.
È a capo del terzo reggimento della guardia reale.
- Jo Joo-do, interpretato da Song Kwi-hyun.
Amico di Yeon Garyo.
- Venditore di frumento, interpretato da Woo Hyun.
Amico di Hyeon-go.
- Madre di Ho-gae, interpretata da Kim Sun-kyung.
Sorella di re Gogugyang.
- Re Gogugyang, interpretato da Dokgo Young-jae.
Padre di Dam-deok.
- Hwan-woong, interpretato da Bae Yong-joon.
- Sae-oh, interpretata da Lee Ji-ha.
- Kajin, interpretata da Moon So-ri.

## Ascolti
| Episodio    | Data di trasmissione | Dati TNSM                  | Dati TNSM           | Dati AGB                   | Dati AGB            |
| Episodio    | Data di trasmissione | Area metropolitana di Seul | A livello nazionale | Area metropolitana di Seul | A livello nazionale |
| ----------- | -------------------- | -------------------------- | ------------------- | -------------------------- | ------------------- |
| Speciale #1 | 2007/09/10           | 14,5%                      | 14,1%               | 12,5%                      | 11,3%               |
| 1           | 11 settembre 2007    | 21,6%                      | 20,4%               | 19,1%                      | 17,7%%              |
| 2           | 12 settembre 2007    | 27,7%                      | 26,9%               | 26,1%                      | 23,7%               |
| 3           | 13 settembre 2007    | 28,3%                      | 26,9%               | 25,0%                      | 23,8%               |
| 4           | 19 settembre 2007    | 33,3%                      | 31,7%               | 29,8%                      | 28,2%               |
| 5           | 20 settembre 2007    | 33,1%                      | 31,5%               | 30,5%                      | 27,9%               |
| 6           | 26 settembre 2007    | 25,3%                      | 23,4%               | 23,8%                      | 22,0%               |
| 7           | 27 settembre 2007    | 33,0%                      | 30,9%               | 30,1%                      | 28,6%               |
| 8           | 10 ottobre 2007      | 27,9%                      | 25,9%               | 25,5%                      | 24,5%               |
| 9           | 11 ottobre 2007      | 29,3%                      | 28,2%               | 27,0%                      | 26,5%               |
| 10          | 17 ottobre 2007      | 28,6%                      | 27,5%               | 25,8%                      | 24,1%               |
| 11          | 18 ottobre 2007      | 29,7%                      | 28,3%               | 27,4%                      | 26,4%               |
| 12          | 24 ottobre 2007      | 30,2%                      | 29,6%               | 28,9%                      | 27,4%               |
| 13          | 25 ottobre 2007      | 30,4%                      | 29,1%               | 27,6%                      | 26,2%               |
| 14          | 31 ottobre 2007      | 29,0%                      | 27,9%               | 27,8%                      | 26,4%               |
| 15          | 1 novembre 2007      | 33,2%                      | 31,9%               | 30,7%                      | 29,0%               |
| 16          | 7 novembre 2007      | 31,0%                      | 30,0%               | 31,3%                      | 29,1%               |
| 17          | 8 novembre 2007      | 31,9%                      | 30,4%               | 32,1%                      | 29,9%               |
| 18          | 14 novembre 2007     | 31,5%                      | 30,4%               | 29,9%                      | 28,0%               |
| 19          | 15 novembre 2007     | 32,8%                      | 31,6%               | 30,6%                      | 28,6%               |
| 20          | 21 novembre 2007     | 32,1%                      | 30,4%               | 30,0%                      | 28,0%               |
| 21          | 22 novembre 2007     | 33,4%                      | 32,3%               | 33,1%                      | 30,5%               |
| 22          | 28 novembre 2007     | 32,9%                      | 31,6%               | 29,9%                      | 29,0%               |
| 23          | 29 novembre 2007     | 34,6%                      | 33,0%               | 33,2%                      | 30,5%               |
| 24          | 5 dicembre 2007      | 37,0%                      | 35,7%               | 34,6%                      | 31,9%               |
| Speciale #2 | 6 dicembre 2007      | 16,9%                      | 16,0%               | 15,4%                      | 14,8%               |
| Media       | Media                | 30,7%                      | 29,4%               | 28,3%                      | 27,0%               |

## Colonna sonora
1. Opening
2. Sacred War
3. Damdeok's Theme (Main Theme)
4. Sujini's Theme (Loneliness)
5. Ki-ha's Theme (Destined Meeting)
6. Destiny
7. Hwacheon Clan
8. War of the Gods
9. Damdeok's Theme (Bravery)
10. Geomeul Village
11. Attack from Enemy Force
12. Unity
13. Victory
14. Approval – Jun Suh
15. Time Flows By
16. Unachievable Love
17. First Love
18. Sujini's Theme (Piano Solo)
19. Thousand Year Love Song – TVXQ (solo nella versione giapponese)

## Riconoscimenti
| Anno | Premio               | Categoria                                                 | Ricevente                 | Risultato       |
| ---- | -------------------- | --------------------------------------------------------- | ------------------------- | --------------- |
| 2007 | MBC Drama Awards     | Gran premio (Daesang)                                     | Bae Yong-joon             | Vincitore/trice |
| 2007 | MBC Drama Awards     | Premio alla massima eccellenza, attore                    | Choi Min-soo              | Candidato/a     |
| 2007 | MBC Drama Awards     | Premio alla massima eccellenza, attore                    | Bae Yong-joon             | Candidato/a     |
| 2007 | MBC Drama Awards     | Premio alla recitazione d'oro, attore in un drama storico | Choi Min-soo              | Vincitore/trice |
| 2007 | MBC Drama Awards     | Miglior nuovo attore                                      | Lee Phillip               | Candidato/a     |
| 2007 | MBC Drama Awards     | Miglior nuova attrice                                     | Lee Ji-ah                 | Vincitore/trice |
| 2007 | MBC Drama Awards     | Drama dell'anno preferito dai telespettatori              |                           | Vincitore/trice |
| 2007 | MBC Drama Awards     | Premio popolarità, attore                                 | Bae Yong-joon             | Vincitore/trice |
| 2007 | MBC Drama Awards     | Premio popolarità, attore                                 | Choi Min-soo              | Candidato/a     |
| 2007 | MBC Drama Awards     | Premio popolarità, attrice                                | Lee Ji-ah                 | Vincitore/trice |
| 2007 | MBC Drama Awards     | Premio miglior coppia                                     | Bae Yong-joon e Lee Ji-ah | Vincitore/trice |
| 2008 | Baeksang Arts Awards | Miglior drama                                             |                           | Candidato/a     |
| 2008 | Baeksang Arts Awards | Miglior attore (TV)                                       | Bae Yong-joon             | Candidato/a     |
| 2008 | Baeksang Arts Awards | Miglior nuovo attore (TV)                                 | Lee Phillip               | Candidato/a     |
| 2008 | Baeksang Arts Awards | Miglior nuova attrice (TV)                                | Lee Ji-ah                 | Vincitore/trice |
| 2008 | Korea Drama Awards   | Miglior drama                                             |                           | Candidato/a     |
| 2008 | Korea Drama Awards   | Premio successo coreano                                   | Bae Yong-joon             | Vincitore/trice |

## Distribuzioni internazionali
| Paese     | Canale/i            | Prima TV                       | Titolo adottato                         |
| --------- | ------------------- | ------------------------------ | --------------------------------------- |
| Giappone  | NHK                 | 3 dicembre 2007-19 maggio 2008 | 太王四神記 (I quattro dei del primo re) |
| Taiwan    | CTV                 | 14 dicembre 2007-2 maggio 2008 | 太王四神記 (I quattro dei del primo re) |
| Filippine | GMA Network         | 10 marzo 2008-?                |                                         |
| Malaysia  | Mediacorp U Channel | 2008-25 agosto 2008            | 太王四神記 (I quattro dei del primo re) |
| Hong Kong | TVB HD Jade         | 31 agosto-11 ottobre 2010      | 太王四神記 (I quattro dei del primo re) |

## Adattamenti
La serie è stata adattata in un romanzo, diventato bestseller, da Kim Chang-gyu, e in una graphic novel da Riyoko Ikeda. È anche diventata un musical della Takarazuka Revue, messo in scena all'inizio del 2009, con Sei Matobu e Ayane Sakurano. In seguito al successo riscontrato, ne è stata realizzata una seconda versione a luglio 2009 con Reon Yuzuki e Nene Yumesaki.